# Vojni ordinarijat u Republici Hrvatskoj
Vojni ordinarijat u Republici Hrvatskoj je ustanova Katoličke Crkve, koja je u dogovoru između Svete Stolice i Republike Hrvatske ustrojena za dušobrižništvo vjernikâ katolikâ, pripadnikâ oružanih snagâ i redarstvenih službâ Republike Hrvatske. 

## Podrijetlo naziva
Naziv potječe od pridjeva vojni (u značenju: ono što pripada vojniku, vojsci) i imenice ordinarijat (od lat. ordinariatus, u crkvenopravnome značenju: služba ordinarija, to jest rimskoga prvosvećenika, dijecezanskoga biskupa i drugih koji, pa i privremeno, stoje na čelu neke mjestne Crkve ili zajednice s njom kanonski izjednačene, kao i svih onih koji u njima imaju opću redovitu izvršnu vlast u skladu s kanonskim propisima).

## Osnutak
Utemeljio ga je papa Ivan Pavao II. 25. travnja 1997. godine u skladu s Ugovorom između Svete Stolice i Republike Hrvatske o dušobrižništvu katoličkih vjernikâ, pripadnikâ oružanih snagâ i redarstvenih službâ Republike Hrvatske, koji je potpisan 19. prosinca 1996. u Zagrebu i u skladu sa stavkom 1. članka 12. toga ugovora stupio na snagu 9. travnja 1997. razmjenom ratifikacijskih instrumenata u Vatikanu.
Vojni ordinarijat službeno je počeo djelovati 18. kolovoza 1997. čitanjem svečane papinske bule ili, točnije, apostolske uredbe Qui successimus pape Ivana Pavla II. o osnutku Vojnoga ordinarijata u Republici Hrvatskoj, koja nosi nadnevak od 25. travnja 1997.

## Ustroj

### Sjedište i HBK
Kanonsko sjedište Vojnoga ordinarijata u Republici Hrvatskoj je u Zagrebu, Ksaverska cesta 12.
Zgrada Vojnoga ordinarijata na Ksaveru svečano je otvorena i blagoslovljena 5. kolovoza 2003. Iz Rima su za tu zgodu došli tajnik Zbora za biskupe nadbiskup naslovnik Biograda na moru Francesco Monterisi i dužnostnik Državnoga tajništva Svete Stolice mons. Martin Vidović. 
U skladu s kanonskim pravom, vojni ordinarij ili vojni biskup u Republici Hrvatskoj je punopravni član Hrvatske biskupske konferencije i u svemu je kanonski izjednačen dijecezanskomu biskupu.

### Vojni ordinarij ili vojni biskup
Prvim vojnim ordinarijem Republici Hrvatskoj imenovan je mons. Juraj Jezerinac, strumnički biskup naslovnik i dotadašnji pomoćni zagrebački biskup. Naslijedio ga je 27. veljače 2016. mons. Jure Bogdan, koji je do tada bio rektor Papinskoga hrvatskog zavoda sv. Jeronima u Rimu.

## Vojni ordinariji od osnutka do danas
- mons. Juraj Jezerinac (1997. – 2015.)
  - mons. Juraj Jezerinac (2015. – 2016.) kao apostolski upravitelj
- mons. Jure Bogdan (2016. – danas)

## Vanjske poveznice
Mrežna mjesta
- Stranice Vojnog ordinarijata u Republici Hrvatskoj
- Službeni vjesnik Vojnog ordinarijata
- Podatci na engleskome (s mogućnošću prijevoda na druge jezike, uključujući i hrvatski) o Vojnome ordinarijatu  i o vojnome biskupu .